# Przyłęki (województwo kujawsko-pomorskie)

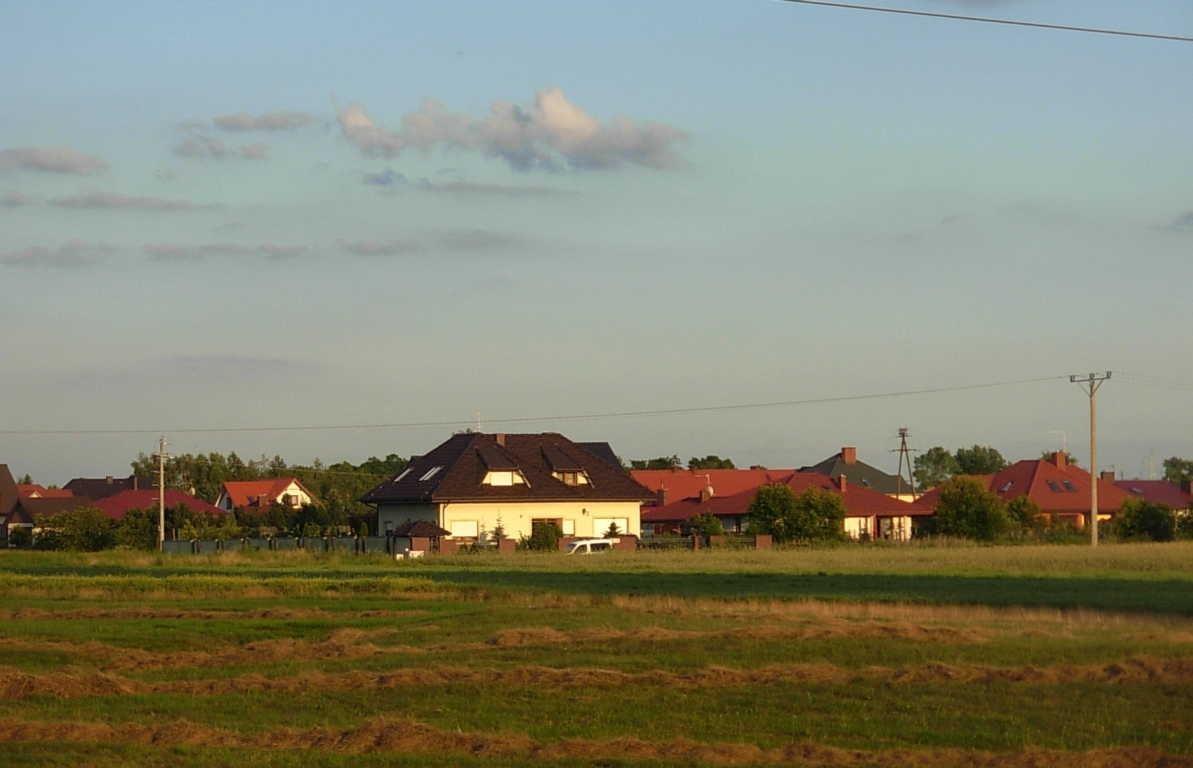
Zabudowa wsi

Przyłęki (niem. Przylenki, Netzort) – wieś w Polsce, położona w województwie kujawsko-pomorskim, w powiecie bydgoskim, w gminie Białe Błota.

## Podział administracyjny
W latach 1950–1998 miejscowość położona była w województwie bydgoskim.

## Nazwa
Nazwa miejscowości pochodzi od słów – „przy łęku”, tj. przy nizinie nadrzecznej, moczarowatej.

## Położenie
Przyłęki znajdują się około 9 km na południe od granic Bydgoszczy, po południowej stronie obwodnicy drogowej – drogi ekspresowej S5/S10. Wieś znajduje się w skrajnie południowo-wschodniej części gminy Białe Błota. Od zachodu graniczy z sołectwami Prądki i Zielonka, od wschodu z Brzozą, od południa z Olimpinem, natomiast od północy otoczone są Puszczą Bydgoską.
Pod względem fizycznogeograficznym wieś leży w obrębie makroregionu Pradolina Toruńsko-Eberswaldzka, w mezoregionie Kotlina Toruńska i mikroregionie Równina Rynarzewska (Równina Lipnicka).

## Charakterystyka
Miejscowość ma charakter mieszkaniowo-usługowy. Wykazuje silną tendencję rozwojową w kierunku zasiedlenia. We wsi oprócz licznej zabudowy mieszkaniowej znajdują się także obiekty przemysłowe i magazynowe. Rolnictwo posiada znaczenie drugorzędne. We wsi funkcjonuje 7 gospodarstw rolnych o powierzchni powyżej 1 ha.
Przyłęki leżą w pobliżu strefy krajobrazu chronionego – na obrzeżach Puszczy Bydgoskiej oraz łąk, przez które przepływa Stara Noteć i Kanał Notecki.
W skład wsi wchodzą trzy przysiółki o nazwach:
- Dziewianowo – przysiółek w sąsiedztwie linii kolejowej i obwodnicy drogowej, dawna wieś starostwa bydgoskiego
- Meksyk – część wsi położona na gruncie o niskiej bonitacji
- Ostrów – wyodrębniona przestrzennie część wsi, która w 1793 r. należała do Antoniego Przysieckiego i w drugiej połowie XIX w. liczyła 6 domów zamieszkałych przez 37 osób

Bliskość miasta Bydgoszczy oraz dostępność dróg międzynarodowych i krajowych (25,  10) wpływa na szybki rozwój sołectwa. Wieś jest uzbrojona w sieć energetyczną i wodociągową oraz telefoniczną. Na terenie Przyłęk znajduje się: szkoła podstawowa od klasy I do VIII o charakterze ekologicznym, posiadająca Certyfikat Szkoły Jakości; kościół parafialny z 1915 roku, kapliczka przydrożna „figurka”, oraz wiele przepustów wodnych. Miejscowość dysponuje dogodnymi warunkami dla rozwoju budownictwa jednorodzinnego. Mieszkańcy Przyłęk to częściowo byli rolnicy, a także ludność napływowa. Wieś jest połączona z Bydgoszczą międzygminnymi liniami autobusowymi nr 91 i 96 kursującymi przez Zielonkę, Ciele, Trzciniec i Białe Błota.
Miejscowość jest siedzibą parafii Wniebowzięcia Najświętszej Marii Panny. W strukturze kościoła rzymskokatolickiego parafia należy do metropolii gnieźnieńskiej, diecezji bydgoskiej, dekanatu Białe Błota.
Na terenie wsi zlokalizowane są dwa nieczynne cmentarze ewangelickie oraz jeden ewangelicko-katolicki.

## Historia

### Prehistoria
Historia osadnictwa na terenie Przyłęk sięga kilku tysięcy lat p.n.e., gdy po ustąpieniu lodowca i ociepleniu klimatu możliwa stała się eksploracja tego terenu przez ludzi. Na terenie wsi odkryto liczne znaleziska archeologiczne pochodzące z okresu neolitu

### Okres staropolski
Przyłęki w okresie staropolskim były wsią szlachecką, która w 1793 r. należała do Antoniego Przysieckiego. Odnotowano ją po raz pierwszy w źródłach pisanych w 1539 roku. Położona była na północnym brzegu Noteci poniżej wsi Brzoza.
Kilkaset metrów na wschód od Przyłęk leżała osada zwana w okresie staropolskim Dziewianowem, bądź Drzewianowem, należąca do starostwa bydgoskiego (obecnie część wsi Przyłęki). W najstarszej zachowanej lustracji starostwa bydgoskiego z 1661 r. jest wzmianka o spustoszeniu wsi Dziewanów, gdzie kiedyś poddani wykonywali pańszczyznę ręczną na rzecz starosty bydgoskiego 4 dni w roku we żniwa. Przed wojną północną mieszkały w Przyłękach 2 rodziny chłopskie, w 1712 już tylko jedna, a w latach 1713 i 1717 wieś była całkowicie opuszczona. Część ludności wiejskiej pod wpływem ciężarów spowodowanych wojną ratowała się ucieczką, bądź też pozostała na miejscu, ale była tak zrujnowana, że nie mogła płacić podatków. 24 czerwca 1731 r. wieś otrzymał w kontrakcie owczarz Jakub Brun, który obowiązany był opłacać czynsz na rzecz wójta bydgoskiego. Pola uprawne liczyły 3 włóki. Dyrektor szkoły przyczynił się do nazewnictwa ulic w danej wsi.

### Okres zaborów
Przyłęki w XIX wieku to wieś czynszowa otoczona z jednej strony lasem, a z drugiej otwarta na rozległe łąki nadnoteckie. Spis miejscowości rejencji bydgoskiej z 1833 r. podaje, że we wsi z folwarkiem zwanej Przyłęki mieszkało 255 osób (110 ewangelików, 145 katolików) w 28 domach. Dodatkowo istniał folwark Przyłęki-Górki, gdzie w 16 domach mieszkało 107 osób (85 ewangelików, 22 katolików) oraz osada Przyłęki-Ostrów, gdzie w 6 domach mieszkało 39 osób (wszyscy ewangelicy). Drzewianowo zamieszkiwało natomiast 59 osób (47 ewangelików, 12 katolików) w 10 domach.
Według opisu Jana Nepomucena Bobrowicza z 1846 r. wsie Przyłęki, Ostrów i folwark Górki należały do majątku Przyłęki, należącego do kilkunastu właścicieli. Natomiast Drzewianowo należało do rządowej domeny bydgoskiej.
Kolejny spis z 1860 r. podaje, że wieś Przyłęki liczyła 289 mieszkańców (145 ewangelików, 136 katolików, 8 Żydów) w 38 domach. W miejscowości istniała także osada Przyłęki-Górki, gdzie mieszkało 140 osób (118 ewangelików, 22 katolików) w 19 domach, Przyłęki-Ostrów (38 ewangelików w 6 domach) oraz Drzewianowo, gdzie mieszkało 66 osób (64 ewangelików, 2 katolików) w 7 domach. Na miejscu w Przyłękach znajdowała się szkoła elementarna. Miejscowość należała do parafii katolickiej i ewangelickiej w Bydgoszczy.
Słownik geograficzny Królestwa Polskiego dla roku 1884 podaje, że w Przyłęki stanowiły okręg wiejski, w którego skład wchodziły:
1. Przyłęki wieś – mieszkało tu 356 osób w 45 domostwach
2. Przyłęki-Górki – mieszkało tu 215 osób w 25 domostwach
3. Przyłęki-Ostrów (Ostrów Przyłęcki)

Razem w całym okręgu wiejskim mieszkało 571 osób (348 ewangelików, 223 katolików) w 70 domach. Najbliższa poczta i stacja kolejowa znajdowała się w Chmielnikach Bydgoskich w odległości 6 km. W tym samym roku we wsi Drzewianowo (niem. Neuholz) mieszkało 99 osób (85 ewangelików, 14 katolików) w 13 domach.
W 1872 r. na północno-wschodnim obrzeżu Przyłęk zbudowano linię kolejową Bydgoszcz-Inowrocław. W okresie zaborów miejscowi ewangelicy należeli do gminy wyznaniowej w Cielu, gdzie w 1893 r. wzniesiono zbór ewangelicki.
Podczas powstania wielkopolskiego Przyłęki znalazły się w pobliżu linii walk oddziałów polskich usiłujących zbliżyć się do Bydgoszczy. W nocy z 21 na 22 stycznia 1919 r. sąsiednią Brzozę zajęły oddziały Pawła Cymsa i Jana Tomaszewskiego, wyprzedzając spodziewaną ofensywę niemiecką. Dzień później teren odzyskał III batalion Grenschutzu, zaś do krwawej potyczki doszło w rejonie Antoniewa.
W 1915 roku w Przyłękach wzniesiono zbór ewangelicki, sfinansowany przez rząd pruski.

### Dwudziestolecie międzywojenne
20 stycznia 1920 roku wieś weszła w skład odrodzonej Rzeczypospolitej. W ramach powiatu bydgoskiego powołano gminę Bydgoszcz Nadleśnictwo zwaną również Bydgoszcz-Wieś, złożoną z 12 gromad wiejskich, m.in. gromady Przyłęki. W latach 20. z miejscowości wyjechało wielu Niemców, a na ich miejsce napływali Polacy. Zmieniał się więc skład narodowościowy, jednakże aż do 1945 r. Przyłęki, podobnie jak okoliczne wsie charakteryzowała się stosunkowo dużym odsetkiem ludności niemieckiej. W okresie międzywojennym w miejscowości było sporo rzemieślników, zwłaszcza rzeźników.
10 kwietnia 1924 r. kard. Edmund Dalbor z dotychczasowej bydgoskiej parafii farnej erygował pięć nowych parafii, w tym parafię Wniebowzięcia Najświętszej Marii Panny w Brzozie-Przyłękach. Obejmowała ona miejscowości z dawnej parafii bydgoskiej: Brzozę wraz z osadą przy jeziorze Jezuickim, Ciele, Emilianowo, Łażyn, Piecki, Prądki, Przyłęki, Stryszek, Zielonkę, oraz miejscowości dotychczas należące do parafii łabiszyńskiej: Czynowiec, Kobylarnię, Olimpin, Antoniewo, Smolno i Wałownicę.
Początkowo dawny zbór ewangelicki w Przyłękach spełniał rolę kościoła parafialnego, a po oddaniu w 1938 roku do użytku kościoła w Brzozie – został kościołem filialnym.

### Okupacja niemiecka
3 i 4 września 1939 r. w trakcie wycofywania się wojsk polskich doszło w okolicy (Łochowo, Murowaniec, Prądki) do dywersji niemieckiej i ostrzeliwania żołnierzy polskich. Zajęcie miejscowości przez wojska hitlerowskie i grupy specjalne, składające się z szowinistów niemieckich, zapoczątkowało represje miejscowej ludności polskiej. Jeszcze we wrześniu 1939 r. aresztowano i rozstrzelano trzech mieszkańców Przyłęk.
W okresie okupacji niemieckiej 1939–1945 miejscowość wchodziła w skład rejencji bydgoskiej, powiatu bydgoskiego (niem. Landkreis Bromberg), obwodu urzędowego Bydgoszcz-Wieś (niem. Amtsbezirk Bromberg-Land), który składał się z 15 gmin: Białe Błota, Brzoza, Ciele Jachcice, Kruszyn, Lisi Ogon, Łochowice, Łochowo, Murowaniec, Opławiec, Osowa Góra, Prądki, Prądy, Przyłęki i Zielonka.
31 października 1943 roku gmina wiejska Przyłęki (niem. Netzort) liczyła 467 ha. Mieszkało tu 546 osób w 145 domach.

### Po II wojnie światowej
Tuż po wyzwoleniu zaczęto już w styczniu 1945 r. organizować władze administracyjne. Na terenie powiatu bydgoskiego utworzono 10 urzędów gminnych, w tym gminę Bydgoszcz-Wieś, docelowo z siedzibą w Białych Błotach. Do gminy tej należało 14 gromad (sołectw): Białe Błota, Brzoza, Ciele, Kruszyn Kraiński, Lisi Ogon, Łochowice, Łochowo, Murowaniec, Opławiec, Osowa Góra, Prądki, Prądy, Przyłęki i Zielonka.
Niemcy byli internowani i zatrudniani w polskich gospodarstwach rolnych. Gospodarstwa poniemieckie zajęli Polacy, którzy przybyli z kresów wschodnich. W miejscowości uruchomiono trzyklasową szkołę.
Podczas reformy samorządowej w 1954 r. zamiast gmin utworzono duże gromady. Powstała wtedy gromada Brzoza, która obejmowała m.in. Przyłęki. Od 1 stycznia 1962 roku, po likwidacji gromady Brzoza, wieś weszła w skład gromady Białebłota, a od 1973 r. wchodzi w skład gminy Białe Błota.
Przyłęki od lat 70. XX wieku uchodziły za obszar dogodny dla lokalizacji obiektów magazynowo-przemysłowych, zwłaszcza dla obiektów o małej uciążliwości dla środowiska naturalnego. W jednym z planów zawarty był projekt budowy bocznicy kolejowej od magistrali węglowej Bydgoszcz-Inowrocław do Przyłęk, gdzie rozpoczęto budowę nowych obiektów Zakładów Mięsnych w Bydgoszczy. Budowę przerwano w latach 80. XX wieku. W 2015 zostały zburzone niedokończone hale; w ich miejsce ma powstać centrum dystrybucyjne firmy Kaufland.
Intensywny rozwój miejscowości rozpoczął się po 2000 r. i związany był z procesem suburbanizacji okolic Bydgoszczy. W okresie 2003–2009 ludność Przyłęk powiększyła się o 64% z 525 do 862 osób.
7 października 2009 r. biskup bydgoski Jan Tyrawa erygował w Przyłękach parafię Wniebowzięcia Najświętszej Marii Panny, a kaplica filialna stała się ponownie kościołem parafialnym.

## Pomniki przyrody
We wsi znajdowały się pomniki przyrody w postaci dwóch jesionów wyniosłych o obwodach 210 i 291 cm, wyciete zostały w 2018 roku. Do 2016 roku rósł także dąb szypułkowy o obwodzie 466 cm

## Statystyka
Poniżej podano wybrane informacje statystyczne dotyczące wsi Przyłęki na podstawie Banku Danych Lokalnych GUS.
Narodowy Spis Powszechny 2002 wykazał, że we wsi Przyłęki mieszkało 508 osób w 157 gospodarstwach domowych. 29% populacji posiadało wykształcenie wyższe lub średnie. We wsi znajdowały się 123 budynki ze 135 mieszkaniami. Co czwarte mieszkanie pochodziło sprzed 1945 roku, zaś 40% wzniesiono w latach 1989–2002.
Narodowy Spis Powszechny 2011 odnotował 1072 mieszkańców Przyłęk. W 2013 r. działalność gospodarczą prowadziło 196 podmiotów, w tym 174 osób fizycznych, 22 osób prawnych, 6 spółek handlowych (w tym 1 z udziałem kapitału zagranicznego). Dominowały małe przedsiębiorstwa (1–9 osób). Tylko 2 przedsiębiorstwa zatrudniały powyżej 50 osób, a 5 – w granicach 10–49 osób.
W latach 2008–2013 oddano do użytku 151 mieszkań – wszystkie w budownictwie indywidualnym. Stanowiło to tylko 10% nowych mieszkań wzniesionych w tym czasie w całej gminie, lecz więcej niż w jakimkolwiek wcześniejszym okresie.
W miejscowości funkcjonowały: oddział przedszkolny (27 dzieci) oraz szkoła podstawowa (96 uczniów).